# 산으로 가는 예능 - 정상회담
《산으로 가는 예능 - 정상회담》은 깊은 산 속 절경을 찾아내는 즐거움과 정상 정복의 희열까지 시청자에게 색다른 묘미를 선사하는 등산을 소재로 한 예능 프로그램이다.

## 출연진
- 김민종
- 김보성
- 노홍철
- 조우종
- 신지민